# Asier Riesgo
Asier Riesgo Unamuno (Deba, 6 ottobre 1983) è un ex calciatore spagnolo, di ruolo portiere.